# 가희3 ~종막
《가희3 ~종막》(일본어: 歌姫3 〜終幕 우타히메 쓰리 파이나루[*])는 일본의 가수 나카모리 아키나(中森明菜)의 세 번째 커버 음반으로 2003년 12월 3일에 발매하였다. (CD: UMCK-1174) 부제인 ‘종막’에서 알 수 있듯, 이 음반을 마지막으로 나카모리는 가희 트릴로지의 종지부를 찍었다. 이전 커버 음반들이 모두 여가수의 곡들을 리메이크했다면, 이번 음반에서는 1960년대에서 1990년대까지 활약한 남성 가수들의 곡들을 자신의 스타일로 커버했다. 나카모리는 남성 가수들의 곡을 리메이크한 이유로 ‘댄디즘’을 주제로 삼고, 남성의 시선에서 바라본 그 여성을 파악하고, 그 관점에서 표현했다고 설명하였다. 또한 나카모리의 응원곡으로 알려진 무라시타 코조의 싱글 〈아키나〉(アキナ) 대신 무라시타의 다른 곡을 리메이크하여 수록했다.
CD저널의 고바야시 다이스케는 대체적으로 남성 가수들의 곡들은 남성의 심정을 노래하기 때문에 여성 가수가 부르면 자칫 달콤한 인상이 되기 쉽지만, 아키나는 원곡처럼 자신만의 스타일로 특유의 중후감을 띈다라고 비평하였다.
2003년 12월 15일, 오리콘 주간 앨범 차트에서 25위를 기록하였다.

## 수록곡
| #            | 제목 | 작사                | 작곡                | 편곡         | 재생 시간 |
| ------------ | --- | ------------------- | ------------------- | ------------ | --------- |
| 1.           | 〈〈회귀 ~가희3 Opening〉(回帰 〜歌姫3 Opening (Instrumental) 카이키[*])〉                                                      |                     | 센주 아키라         | 센주 아키라  | 1:16      |
| 2.           | 〈〈우산이 없다〉(傘がない 카사가나이[*])〉 (원곡: 이노우에 요스이)                                                             | 이노우에 요스이     | 이노우에 요스이     | 센주 아키라  | 6:22      |
| 3.           | 〈〈무희〉(踊り子 오도리코[*])〉 (원곡: 무라시타 코조)                                                                          | 무라시타 코조       | 무라시타 코조       | 센주 아키라  | 4:41      |
| 4.           | 〈〈사랑은 아지랑이〉(愛はかげろう 아이와카게로[*])〉 (원곡:가무)                                                               | 미우라 카즈토       | 미우라 카즈토       | 센주 아키라  | 4:24      |
| 5.           | 〈〈슬로우하게 부기해줄게 (I want you)〉(スローなブギにしてくれ (I want you) 스로나부기니시테구레[*])〉 (원곡: 미나미 요시타카) | 마츠모토 다카시     | 미나미 요시타카     | 센주 아키라  | 3:18      |
| 6.           | 〈〈밤안개여, 오늘밤도 고마워요〉(夜霧よ今夜もありがとう 요기리요콘야모아리가토[*])〉 (원곡: 이시하라 유지로)                   | 하마구치 구라노스케 | 하마구치 구라노스케 | 센주 아키라  | 3:43      |
| 7.           | 〈〈도쿄 사막〉(東京砂漠 도쿄사바쿠[*])〉 (원곡: 우치야마다 히로시와 쿨 파이브)                                                 | 요시다 오           | 우치야마다 히로시   | 센주 아키라  | 4:23      |
| 8.           | 〈〈창〉(窓 마도[*])〉 (원곡: 마츠야마 치하루)                                                                                  | 마츠야마 치하루     | 마츠야마 치하루     | 센주 아키라  | 4:50      |
| 9.           | 〈〈Manish ~가희3 Interlude〉(歌姫3 Interlude (Instrumental))〉                                                                 |                     | 하자마 켄지         | 센주 아키라  | 0:36      |
| 10.          | 〈〈ALONE〉〉 (원곡: B'z) | 이나바 코시         | 마츠모토 타카히로   | 센주 아키라  | 6:33      |
| 11.          | 〈〈헐리우드 스캔들〉(ハリウッド・スキャンダル 하리웃도 스캰다루[*])〉 (원곡: 고 히로미)                                        | 아키 요코           | 도쿠라 슌이치       | 센주 아키라  | 4:06      |
| 12.          | 〈〈사랑의 예감〉(恋の予感 코이노요칸[*])〉 (원곡: 안전지대)                                                                    | 이노우에 요스이     | 다마키 코지         | 센주 아키라  | 4:40      |
| 13.          | 〈〈NO MORE ENCORE〉〉 (원곡: 우치토 야스코, 리메이크: 우자키 류도)                                                             | 아키 요코           | 우자키 류도         | 센주 아키라  | 5:18      |
| 14.          | 〈〈바람의 문 ~가희3 Ending〉(風の扉 〜歌姫3 Ending (Instrumental) 카제노토비라[*])〉                                           |                     | 센주 아키라         | 센주 아키라  | 1:40      |
| 총 재생 시간 | 총 재생 시간 | 총 재생 시간        | 총 재생 시간        | 총 재생 시간 | 55:50     |